# 城厢镇 (成都市)
城厢镇，是中华人民共和国四川省成都市青白江区下辖的一个乡镇级行政单位。1950年代之前是金堂县县城。2019年12月，将原祥福镇所辖毗河中心线以西北，原大同镇所辖大同路中心线以西南与青白江大道中心线以东南、文澜路中心线以南与黄金路延长线中心线以南，大弯街道所辖文澜路中心线以西南与智慧产业大道中心线以东南行政区域划归城厢镇管辖，城厢镇人民政府驻大南街70号。

## 行政区划
城厢镇下辖以下地区：
槐树街社区、朝阳路社区、茶花社区、绣川河社区、马鞍社区、壁峰社区、金河村、龙潭村、前锋村、沿沱村、十八湾村、万柳村、五泉村、玉龙村、联兴村、十五里村和白贯村。